# Libellula philintha
Libellula philintha är en trollsländeart som beskrevs av Antoine François, comte de Fourcroy 1785. Libellula philintha ingår i släktet Libellula och familjen segeltrollsländor. Inga underarter finns listade i Catalogue of Life.